# 4265 Кані
4265 Кані (4265 Kani) — астероїд головного поясу, відкритий 8 жовтня 1989 року.
Тіссеранів параметр щодо Юпітера — 3,478.